# Trip Khalaf
James „Trip“ Khalaf ist ein Toningenieur und Front-of-House-Soundmixer. Er ist seit den 1970er-Jahren Livesoundmixer der Rockband Queen und begleitete auch Brian May sowie Queen + Paul Rodgers auf Tournee; er ist Koproduzent des Queen-Albums Live Magic. Khalaf arbeitete unter anderem für Fleetwood Mac, Steely Dan, Michael Jackson, Elton John, Madonna, Roger Waters und Mariah Carey. Des Weiteren war er für Fernsehproduktionen engagiert, beispielsweise 2007 für die MTV Video Music Awards.

## Diskografie (Auswahl)
- 1980: Fleetwood Mac – Live (Doppelalbum)
- 1985: Queen – Live in Rio (Video)
- 1986: Queen – Live Magic (Album)
- 1987: Queen – Live in Budapest (Video)